# Madagascar 3: Fugăriți prin Europa
Madagascar 3: Fugăriți prin Europa (titlu original Madagascar 3: Europe's Most Wanted) este un film 3D de animație din anul 2012, produs de DreamWorks Animation și distribuit de Paramount Pictures. Este al treilea film al trilogiei Madagascar , și continuarea filmului Madagascar 2, și este primul film din serie ce a fost lansat în 3D. Filmul este regizat de Eric Darnell, Tom McGrath și Conrad Vernon. Premiera sa a avut loc în cadrul Festivalului de la Cannes 2012 pe 18 mai 2012. Premiera românească a avut loc pe 15 iunie 2012, în 3D, varianta dublată și subtitrată, și în 2D, varianta dublată, fiind distribuit de Ro Image 2000.

## Acțiunea
Leul Alex, Zebra Marty, Hipopotămița Gloria și girafa Melman încă se luptă să-și găsească drumul înapoi spre casă, în iubitul lor New York, însoțiți, desigur, de Regele Julien și de Maurice și Pinguinii. Aventurile lor comice îi poartă acum prin toată Europa, unde găsesc ascunzătoarea perfectă: un circ ambulant, pe care simpaticii noștri eroi îl reinventează, în stil Madagascar, evident!